# Православна епископска конференција Швајцарске
Православна епископска конференција Швајцарске окупља православне епископе Цариградске, Антиохијске, Руске, Српске, Румунске, Бугарске и Грузијске патријаршије, православних епархија на територији Швајцарске.
Конференција је основана 4. марта 2010. године у Шамбезију. Ово оснивање у складу је са одлукама Четврте предсаборске свеправославне конференције одржане 2009. у Шамбезију. Аналогне епископске конференције основане су исте године у Немачкој и Аустрији.
Друга седница конференцие одржана је 4. априла 2011. године. Разговори су били посвећени начелним питањима, а створене су три комисије као радна тела Епископске конференције: комисија «Црква и друштво», пасторална и литургијска комисија. Следећа седница планирана је за 22. септембар 2011. године.
Циљ Епископских конференција је показивање јединства Православне цркве у дијаспори, развијање заједништва међу црквама у свим областима пастирског служења, посебно по питањима духовног старања за болеснике, затворенике и подржавање литургијског благодатног живота у целини. У надлежности епископских конференција је и изучавање и одређивање канонског статуса црквених општина које немају јасан однос према православним помесним црквама.
Све одлуке Епископских конференција доносе се консензусом. Епископске конференције немају административна и канонска овлашћења и не ограничавају права епархијских архијереја у дијаспори.